# Éco-quartier
Ne pas confondre avec Écoquartier, portions urbaines dont l'objectif est le développement durable.

Logo des éco-quartiers des arrondissements de Montréal

Éco-quartier est un programme environnemental de la ville de Montréal qui a pour but d'améliorer la qualité de vie des citadins en milieu urbain. 

## Description
Créé en 1995 par la ville de Montréal, Éco-quartier est présent dans douze arrondissements de Montréal. Le programme vise à améliorer la qualité de vie des citoyens par la prise en charge locale des problèmes et des solutions environnementales. Il consiste également à financer les organismes communautaires qui organisent des activités d’amélioration de l’environnement dans leur arrondissement. Les conseils d’arrondissement de la Ville, budgets à l’appui, confient ainsi à des organismes communautaires à but non lucratif le mandat de planifier et de réaliser dans leurs quartiers respectifs des activités de sensibilisation à l’environnement.
En 2010, une étude sur la pertinence des Éco-quartiers a été réalisé par l'Université du Québec à Montréal, et elle a démontré que le programme favorise le développement d'un sentiment d'appartenance au milieu et suscite un désir d'engagement chez les citoyens.

## Mission
Les Éco-quartiers viennent en aide aux résidents et aux organismes qui ont le désir d'améliorer l'environnement urbain, par le soutien et le développement de projets à caractère environnementaux. Ils ont plusieurs objectifs et voici les principaux : 
- Distribuer des bacs de recyclage ;
- Intervenir auprès des citoyens pour améliorer le tri sélectif;
- Ateliers sur les 3RV auprès des jeunes[2];
- Corvées et grands ménages des ruelles;
- Promotion des solutions de rechange aux pesticides;
- Distribution de fleurs vivaces ou annuelles;
- Concours d’embellissement;
- Verdissement de cours d’école;
- Campagne pour une consommation responsable;
- Soutien les résidents pour le développement des ruelles vertes;
- Techniques sur le compostage, le jardinage, les semis;
- Lutte aux graffitis sauvages.